# Kleiner Eisvogel
Der Kleine Eisvogel (Limenitis camilla, Syn.: Ladoga camilla), auch Kleiner Eisfalter, ist ein Schmetterling (Tagfalter) aus der Familie der Edelfalter (Nymphalidae). Das Artepitheton leitet sich von einem römischen Frauennamen ab.

## Merkmale
Die Falter erreichen eine Flügelspannweite von 45 bis 52 Millimetern. Ihre Flügeloberseiten sind schwarzbraun gefärbt und tragen eine breite Binde aus weißen Flecken, die bei geöffneten Flügeln etwa einen nach vorne geöffneten Halbkreis über die beiden Flügelpaare bilden. Auf den Vorderflügeln ist die Binde anders als auf den Hinterflügeln etwas unregelmäßig geformt. Ein paar kleinere weiße Flecken finden sich auch zwischen der Binde und dem Flügelaußenrand. Zwischen der Binde und dem Außenrand beider Flügelpaare verlaufen zwei Reihen mit kleinen, unscheinbaren, dunklen Flecken.
Auf der Flügelunterseite sind die kleinen dunklen Flecken gut erkennbar, da sie von orange-brauner Grundfarbe ist. Die weiße Binde, fein schwarz gesäumt, ist dominierend. Am Außenrand und auch am Flügelansatz finden sich weitere weiße Bereiche, an die manchmal dunkle Flecken grenzen.
Der Körper der Falter ist auf der Unterseite weiß bis blaugrau, auf der Oberseite dunkel gefärbt. Lediglich die Hinterleibsspitze kann angrenzend an die weiße Binde weißlich angestäubt sein. Die Männchen haben eine etwas spitzer zulaufende Flügelform, und ihre weiße Binde ist auch etwas schmaler.

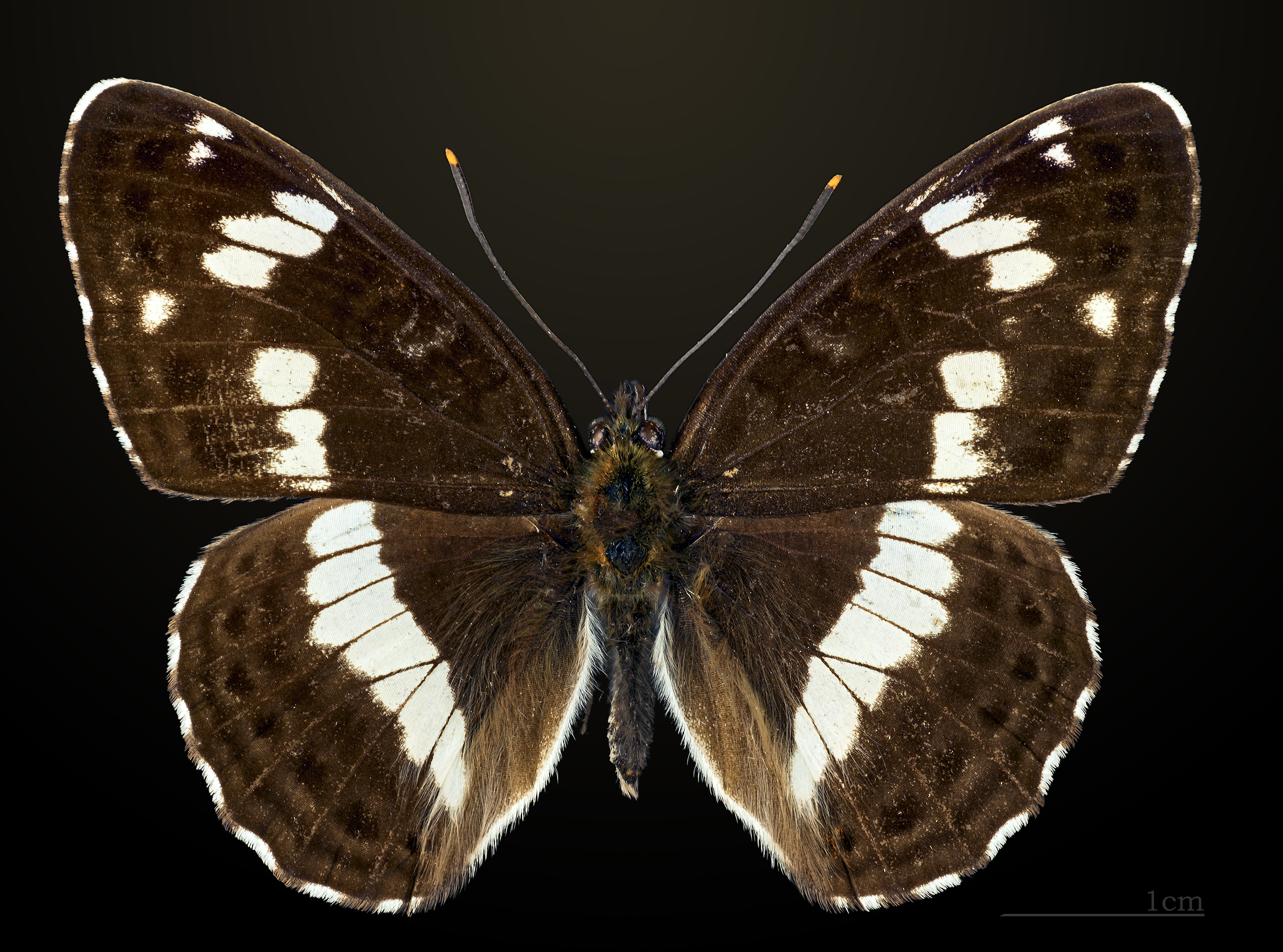
Dorsalansicht
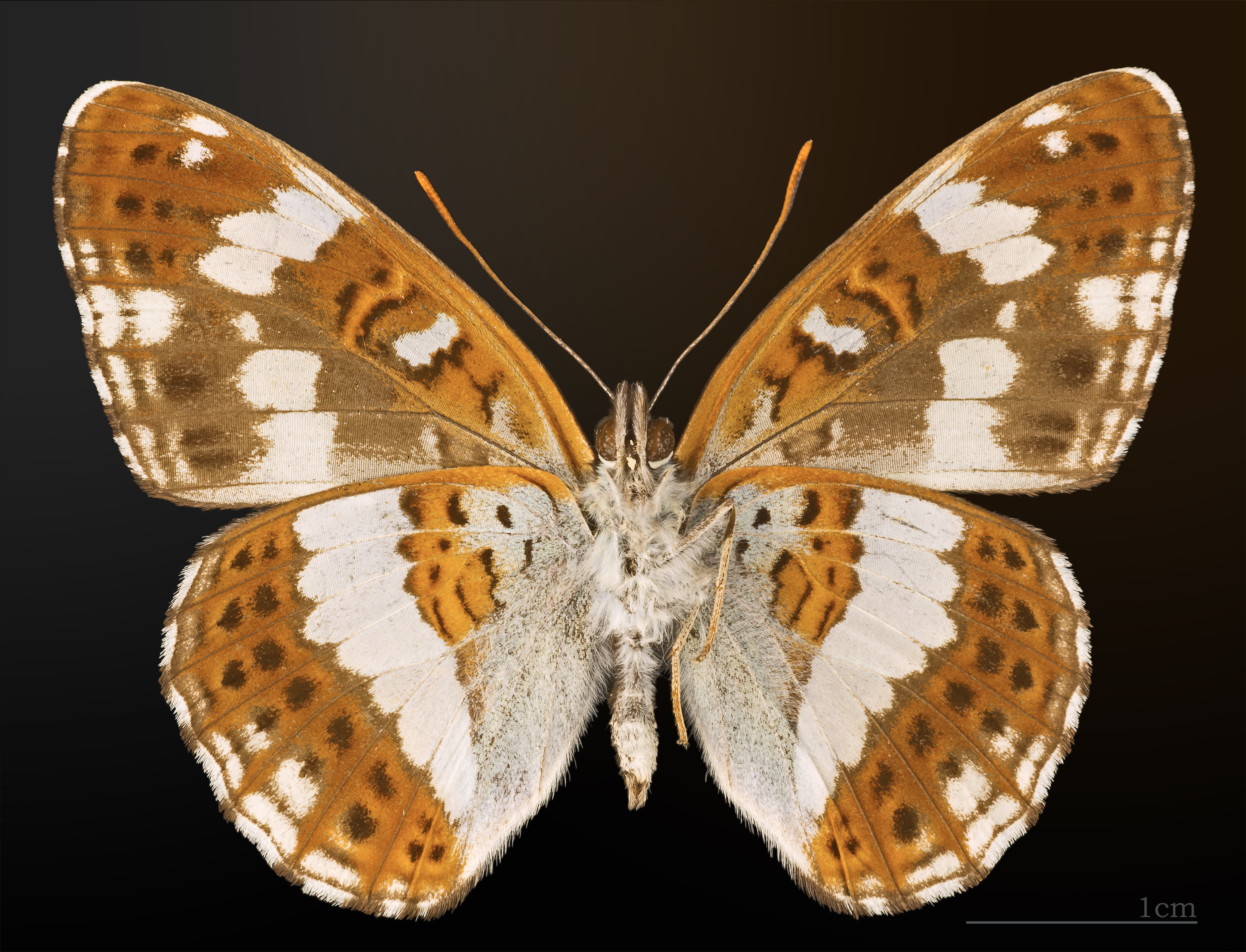
△ Ventralansicht
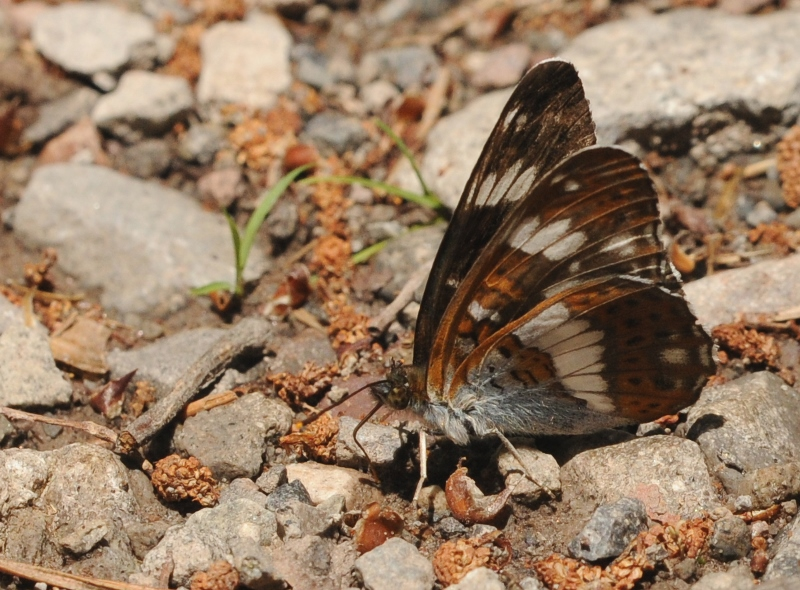
Kleiner Eisvogel
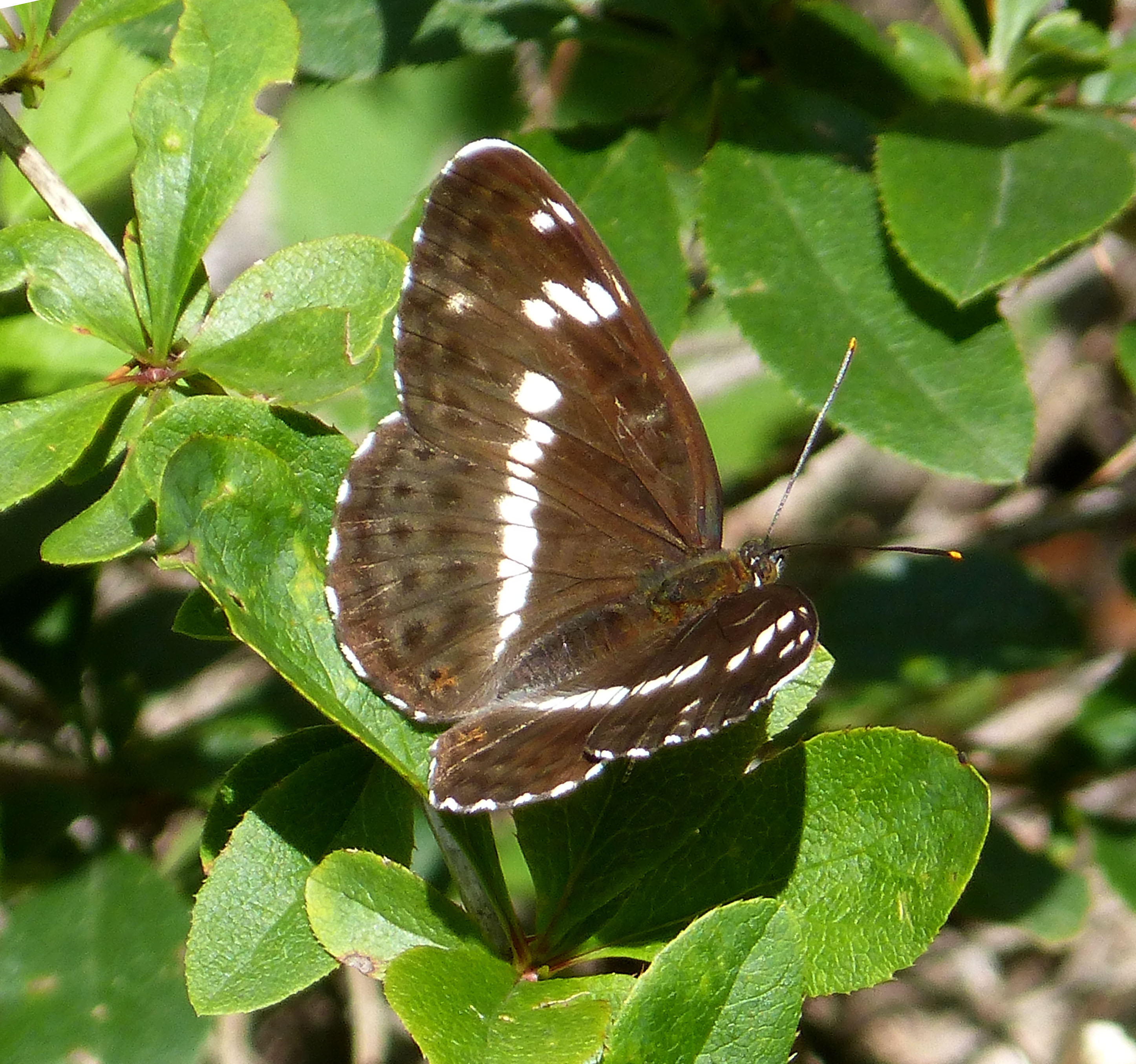
Limenitis camilla

Die Raupen werden bis etwa 27 Millimeter lang. Sie sind grün gefärbt, an der Seite tragen sie eine helle Linie. Ihre Kopfkapsel ist dunkelbraun und bestachelt. Der Körper ist mit zwei Reihen unterschiedlich langer, brauner, verästelter Dornen versehen.

### Ähnliche Arten
- Blauschwarzer Eisvogel (Limenitis reducta)
- Großer Schillerfalter (Apatura iris)
- Großer Eisvogel (Limenitis populi)
- Schwarzer Trauerfalter (Neptis rivularis)

Oft werden auch Landkärtchen (Araschnia levana) der Sommergeneration für Kleine Eisvögel gehalten, obwohl erstere erheblich kleiner sind und rotbraune Flecken auf den Randbereichen den Flügeloberseiten haben.

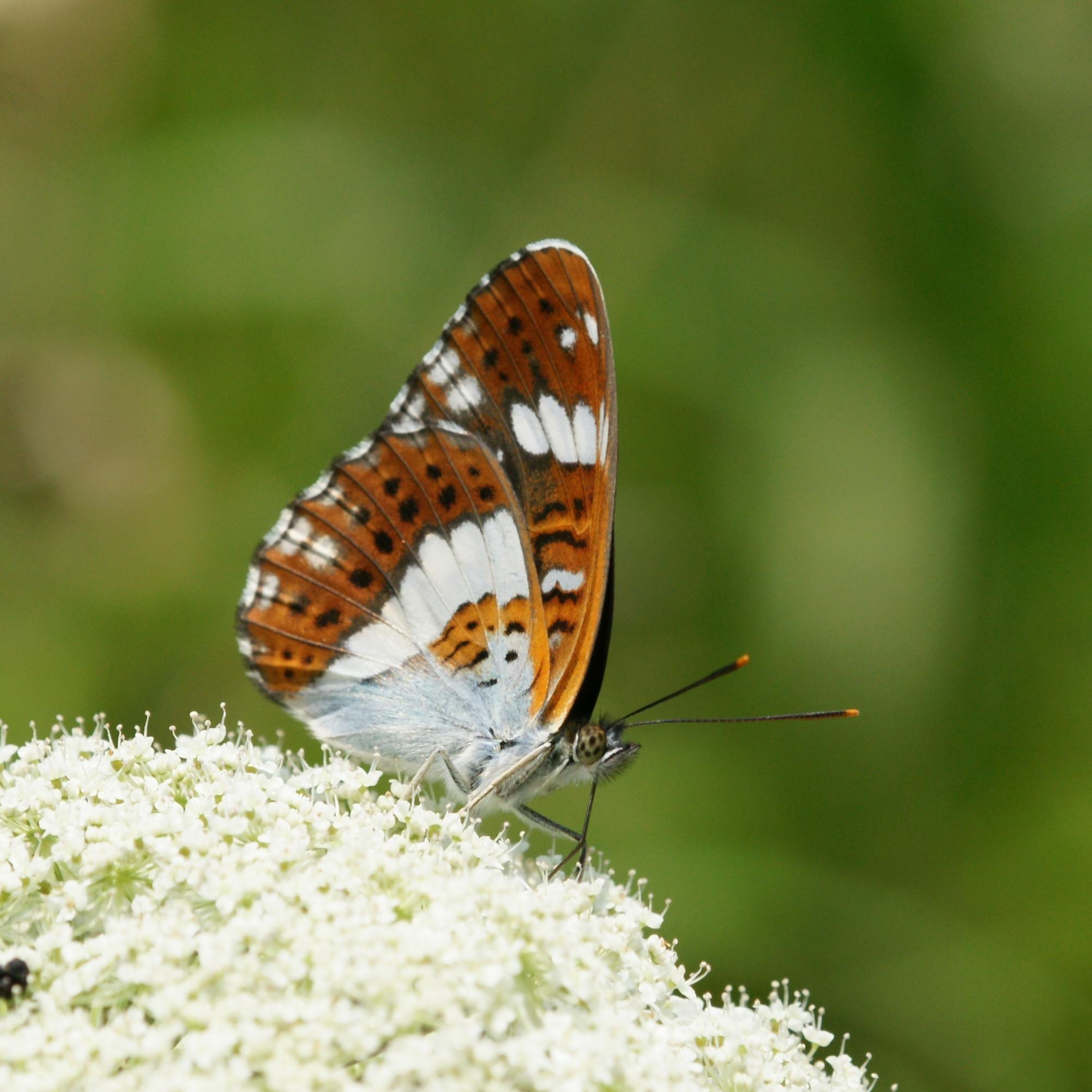
Flügelunterseite

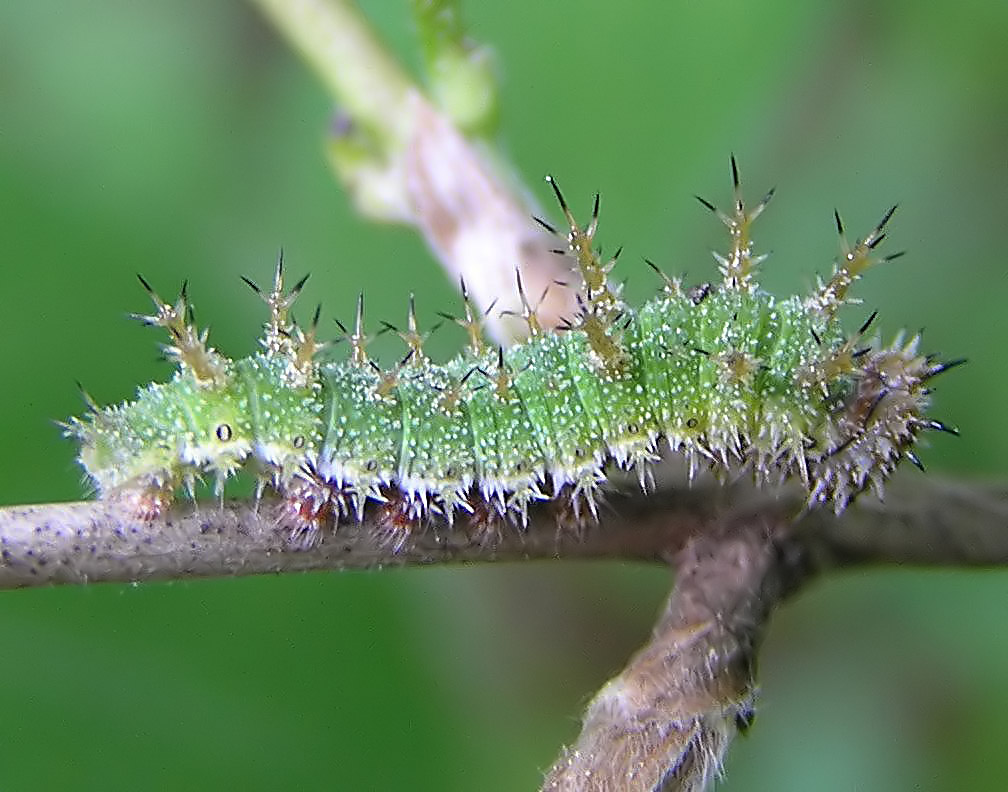
Raupe des Kleinen Eisvogels

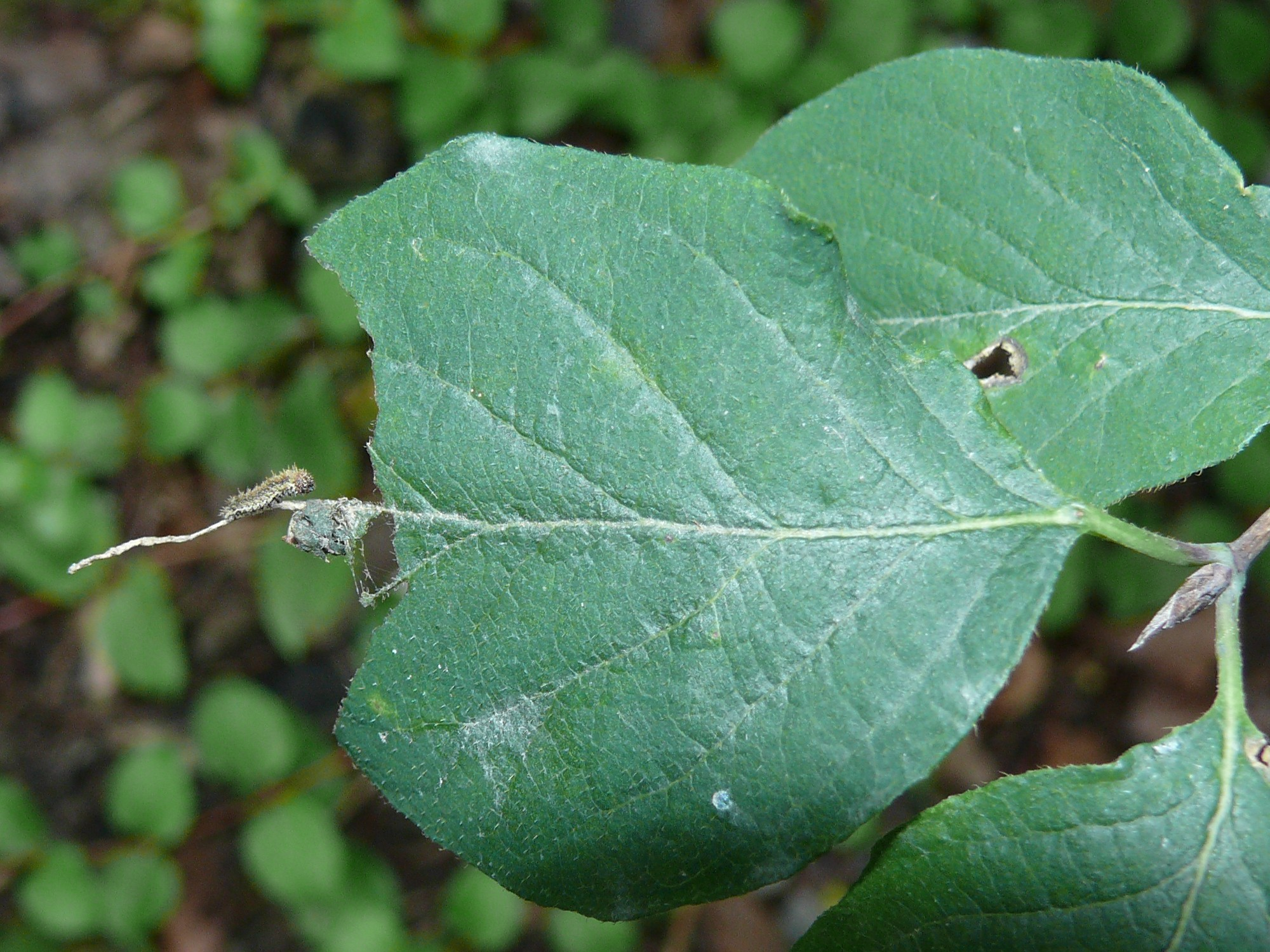
Jungraupe des Kleinen Eisvogels auf Kotrippe an Roter Heckenkirsche (Lonicera xylosteum)

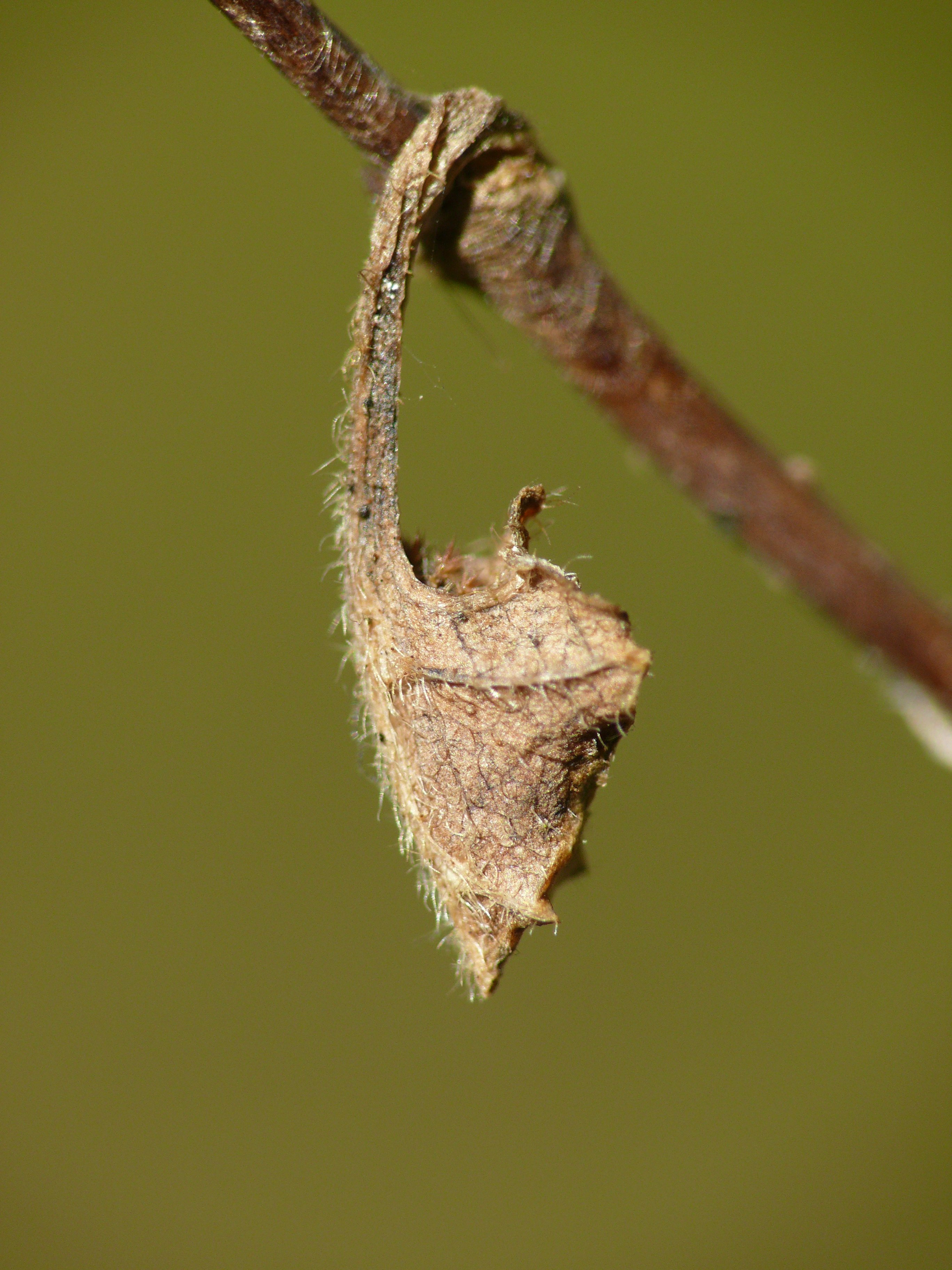
Hibernarium: In der Taschenöffnung sind Dornen der Raupe des Kleinen Eisvogels erkennbar

## Vorkommen
Die Tiere kommen in Europa und Asien, östlich bis nach Japan vor, fehlen aber im Mittelmeergebiet, auf der Iberischen Halbinsel und nördlich von Dänemark. Es handelt sich um die am weitesten verbreitete Art der Gattung Limenitis. Sie lebt in feuchten Wäldern, insbesondere in Auwäldern und im Bergland.

## Lebensweise
Die Falter saugen nur selten an Blüten, sondern in erster Linie an feuchten Bodenstellen, Tierkot und an Honigtau von Blattläusen. Sie fliegen anders als der Große Eisvogel sehr dicht über dem Boden und sind vor allem auf engen, schattigen und mit dichtem Laub überdachten Waldwegen in kleinen Gruppen auf- und abfliegend zu finden.

### Nahrung der Raupen
Die Raupen ernähren sich vor allem von Roter Heckenkirsche (Lonicera xylosteum), seltener auch von anderen Heckenkirschen, Gewöhnlicher Schneebeere (Symphoricarpos albus) und Wald-Geißblatt (Lonicera periclymenum). Sie benötigen schattige, an luftfeuchten Orten stehende Pflanzen, die zudem in der Nähe der Flugorte der Falter wachsen.

### Nahrung der Falter
Die Falter findet man gelegentlich saugend an feuchter Erde oder Pferdeäpfeln. Menschlicher Schweiß wird ebenfalls genutzt. Darüber hinaus werden verschiedene weiß blühende Blütenstände von Doldenblütlern, Zwerg-Holunder (Sambucus ebulus), Schafgarbe (Achillea), Liguster (Ligustrum) und auch violette Blüten von verschiedenen Disteln und Witwenblumen (Knautia) als Nektarpflanzen genutzt.

### Flug- und Raupenzeiten
Die Tiere fliegen in einer Generation von Mitte Juni bis Mitte August. Die Raupen findet man ab August und nach der Überwinterung bis Anfang Juni.

### Entwicklung
Die Weibchen legen ihre grünen, stark beborsteten Eier einzeln oberseits wie unterseits meist an der Blattspitze der Futterpflanzen  ab. Auf einem Strauch finden sich aber meist mehrere Eier, diese sind in der Regel an luftfeuchten und schattigen Stellen zu finden. Die daraus schlüpfenden Raupen befressen das Blatt von der Blattspitze aus beiderseits der Mittelrippe. Die Mittelrippe bleibt stehen und wird durch eigene Kotballen und Spinnfäden verlängert. Die Raupe ruht dann auf dieser Kotrippe.
Am Ende des Sommers, nach der zweiten Häutung, baut die junge Raupe mit Spinnfäden aus einem Blatt eine Tüte, das sogenannte Hibernarium oder Hibernaculum, in dem die Überwinterung stattfindet. Im Winter kann man diese Tüten an den ansonsten kahlen Sträuchern erkennen. Die anfangs etwa acht Millimeter messende Raupe schrumpft durch Austrocknen über den Winter auf eine Länge von etwa drei Millimetern.
Im Frühjahr werden bereits die ersten austreibenden Knospen gefressen. Die Raupen entwickeln sich schnell, bis sie etwa Ende Mai bis Anfang Juni verpuppungsreif sind. Die Verpuppung erfolgt auf der Blattunterseite in einer grünen Stürzpuppe. Die Puppe trägt auf der Kopfseite zwei charakteristische stummelförmige Fortsätze und ist mit mehreren metallischen Flecken gemustert. Am Rücken befindet sich ein weiterer Auswuchs, dieser und der Rand des Hinterleibs sind dunkel rotbraun gefärbt. Nach etwa 14 Tagen schlüpft der Falter.

## Gefährdung und Schutz
- Rote Liste BRD: 3 (gefährdet).[10]